# Zero Dimensional Records
Zero Dimensional Records ist ein 2009 gestartetes japanisches Musiklabel aus Osaka, das sich auf Veröffentlichungen des Black Metal spezialisiert hat. Discogs listet (Stand: 5. Juli 2022) insgesamt 95 veröffentlichte Alben.
In einem Beitrag der englischsprachigen Metal-Online-Plattform Metalsucks.net wird das Label als ein wichtiges Vertriebssyndikat für Black-Metal-Extremisten bezeichnet.
Neben Veröffentlichungen nationaler Gruppen wie Infernal Necromancy, Kanashimi oder Absolute of Malignity erschienen auch Alben internationaler, teils dem NSBM zugeordneten Gruppen Satanic Warmaster, Horna oder Taake über das Label. Weitere Gruppen, die ihre Alben über das Label in Japan veröffentlichten sind Besatt, Helheim und Happy Days. Zudem fungiert Zero Dimensional Records als Vertriebspartner für das chinesische Black-Metal-Label Pest Productions. Das italienische Black-Metal-Projekt Hanormale, dessen Liedtexte hauptsächlich von der japanischen Folklore und Mythologie beeinflusst sind, unterschrieb Anfang des Jahres 2022 ein Vertrag mit Zero Dimensional Records.
Das Label betreibt mit Hidden Marly Production, East Chaos Records und Maa Productions drei Sublabels.

## Veröffentlichungen (Auswahl)
- 2012: Absolute of Malignity – Absolute of Malignity (ZDR 015)
- 2014: Infernal Necromancy/Kanashimi – Hikari to Yami Split (ZDR 019)
- 2014: Happy Days/Kanashimi – The Great Depression II Split (ZDR-024)
- 2014: Satanic Warmaster – Luciferian Torches (ZDR027)
- 2015: Satanic Warmaster – Fimbulwinter (ZDR 031)
- 2016: Besatt – In Nomine Satanas (HMP 044)
- 2016: Taake – Noregs Vaapen (ZDR-40)
- 2016: Taake – Stridens Hus (ZDR-41)
- 2017: Helheim – LandawarijaR (ZDR 046)
- 2017: Besatt – Anticross (ZDR 050)
- 2018: Abigail – Fucking Louder Than Hell (ZDR 055)
- 2018: Horna – Kasteessa Kirottu (ZDR 057)
- 2019: Mass Kontrol Genocide – Apocalypse (ZDR 067)
- 2020: Infernal Necromancy – Propaganda (ZDR 073)